# Max Woldmann
Max Woldmann (ur. 7 sierpnia 1868 w Magdeburgu, zm. 26 lutego 1919) – niemiecki prawnik i działacz samorządowy.

## Życiorys
Po ukończeniu studiów prawniczych, był zatrudniony w charakterze asesora sądowego, następnie II burmistrza w Aschersleben pod Magdeburgiem. W 1908 objął funkcję burmistrza Sopotu realizując szereg przedsięwzięć, np. stworzenia leśnej sceny teatralnej, nazwanej później Operą Leśną (1909), budowy – nowego (trzeciego) domu zdrojowego (1909–1912), pawilonu sztuki (1910), nowego ratusza przy ul. Kościuszki 25–27 (1910–1911), osiedla rybaków (1914), kilku obiektów szkolnych, a także rozbudowy mola. Zmarł po długiej chorobie w 1919.